# Normier
Normier település Franciaországban, Côte-d’Or megyében. Lakosainak száma 64 fő (2022. január 1.). Normier Clamerey, Saint-Thibault, Thorey-sous-Charny és Noidan községekkel határos.

## Népesség
A település népességének változása:
| Lakosok száma | 41   | 50   | 47   | 43   | 48   | 44   | 47   | 56   | 58   | 64   |
|               | 1968 | 1982 | 1990 | 2006 | 2013 | 2015 | 2017 | 2019 | 2020 | 2022 |